# Campionati europei di trampolino elastico
I Campionati europei di trampolino elastico sono una competizione sportiva organizzata dalla Unione Europea di Ginnastica (UEG), in cui si assegnano i titoli europei delle diverse specialità del trampolino elastico.
I primi Campionati europei di trampolino elastico furono organizzati nel 1969 e si svolgono con cadenza biennale.

## Edizioni
| Anno | Città           | Nazione        |
| ---- | --------------- | -------------- |
| 1969 | Parigi          | Francia        |
| 1971 | Gand            | Belgio         |
| 1973 | Edimburgo       | Regno Unito    |
| 1975 | Basilea         | Svizzera       |
| 1977 | Essen           | Germania Ovest |
| 1979 | Parigi          | Francia        |
| 1981 | Brighton        | Regno Unito    |
| 1983 | Burgos          | Spagna         |
| 1985 | Groninga        | Paesi Bassi    |
| 1987 | Braga           | Portogallo     |
| 1989 | Copenaghen      | Danimarca      |
| 1991 | Poznań          | Polonia        |
| 1993 | Sursee          | Svizzera       |
| 1995 | Antibes         | Francia        |
| 1997 | Eindhoven       | Paesi Bassi    |
| 1998 | Dessau          | Germania       |
| 2000 | Eindhoven       | Paesi Bassi    |
| 2002 | San Pietroburgo | Russia         |
| 2004 | Sofia           | Belgio         |
| 2006 | Metz            | Francia        |
| 2008 | Odense          | Danimarca      |
| 2010 | Varna           | Bulgaria       |
| 2012 | San Pietroburgo | Russia         |
| 2014 | Guimarães       | Portogallo     |
| 2016 | Valladolid      | Spagna         |
| 2018 | Baku            | Azerbaigian    |
| 2021 | Soči            | Russia         |
| 2022 | Rimini          | Italia         |
| 2024 | Guimarães       | Portogallo     |

## Medagliere
Aggiornato all'edizione 2000
| Posiz. | Nazione          | Oro | Argento | Bronzo | Totale |
| ------ | ---------------- | --- | ------- | ------ | ------ |
| 1      | Unione Sovietica | 38  | 24      | 16     | 78     |
| 2      | Francia          | 26  | 20      | 16     | 62     |
| 3      | Russia           | 20  | 5       | 6      | 31     |
| 4      | Germania Ovest   | 19  | 23      | 18     | 60     |
| 5      | Regno Unito      | 13  | 13      | 23     | 49     |
| 6      | Portogallo       | 13  | 11      | 14     | 38     |
| 7      | Germania         | 8   | 15      | 8      | 31     |
| 8      | Polonia          | 8   | 7       | 12     | 27     |
| 9      | Bielorussia      | 6   | 7       | 4      | 17     |
| 10     | Spagna           | 5   | 4       | 15     | 24     |
| 11     | Bulgaria         | 4   | 3       | 6      | 13     |
| 12     | Belgio           | 3   | 6       | 4      | 13     |
| 13     | Danimarca        | 2   | 1       | 4      | 7      |
| 14     | Svizzera         | 1   | 5       | 0      | 6      |
| 15     | Ucraina          | 1   | 4       | 10     | 15     |
| 16     | Paesi Bassi      | 1   | 3       | 4      | 8      |
| 17     | Georgia          | 1   | 3       | 1      | 5      |
| 18     | Svezia           | 1   | 1       | 1      | 3      |
| 19     | Slovacchia       | 1   | 0       | 0      | 1      |
| 20     | Moldavia         | 0   | 0       | 1      | 1      |
| Totale | Totale           | 170 | 158     | 155    | 483    |